# حالة شقيقية
الحالة الشقيقية أو الدَّوَام الشَّقَئِيّ (بالإنجليزية: Status Migrainosus) هي حالة منهكة من الصداع النصفي الذي يستمر أكثر من 72 ساعة.

## العلاج
لا يستجيب حوالي 40% من نوبات الصداع النصفي لعلاج معين من التريبتان أو أي مادة أخرى. قد يُعتبر هؤلاء المرضى مصابين بصداع نصفي مستعصي أو حالة صداع نصفي مصحوبة بقيء. في حال فشل العلاج التقليدي أو استمرار النوبة لأكثر من 72 ساعة، قد يحتاج بعض المرضى إلى دخول المستشفى لفترة قصيرة. قد يحتاجون إلى علاج بالحقن بمشتقات الإرغوت (مثل ثنائي هيدروإرغوتامين)، أو فالبروات، أو سوماتريبتان، أو مسكنات ألم مخدرة قوية (مثل المورفين أو الميبيريدين) لبضعة أيام.
يمكن اعتبار الكورتيكوستيرويدات (مثل بريدنيزون 40-60 ملغ فمويًا لمدة 3-5 أيام، أو ديكساميثازون 4-24 ملغ وريديًا أو عضليًا) علاجات بديلة للصداع النصفي المستعصي. يستخدم البروكلوربيرازين مضادا للقيء ويعطى عن طريق الوريد، كما أن الكلوربرومازين فعال في تخفيف الألم الناتج عن الصداع النصفي المستعصي وله خصائص مضادة للقيء.

## أنظر أيضا
- دوار الأطفال الانتيابي الحميد